# Bokförlaget Fakta
Bokförlaget Fakta AB, även känt som Bokförlaget Facta AB var ett svenskt bokförlag, grundat enkom för utgivningen av uppslagsverket Fakta: Koncentrerad kunskapsbok i sju band.